# Perk Julok Rayeuk Selatan
Perk Julok Rayeuk Selatan is een bestuurslaag in het regentschap Aceh Timur van de provincie Atjeh, Indonesië. Perk Julok Rayeuk Selatan telt 1353 inwoners (volkstelling 2010).